# Jugendhaus Halle
Das Jugendhaus Halle, auch Jugendhaus „Frohe Zukunft“ genannt, (heute JVA Halle III) war die größte Jugendstrafanstalt der DDR in der Wilhelm-Busch-Straße im heutigen Stadtviertel Frohe Zukunft im Stadtbezirk Nord von Halle (Saale).

## Geschichte
Die damals modernste und größte Jugendstrafanstalt der DDR wurde ab 1969 auf einem Teil des ehemaligen Flugplatzes der Siebel Flugzeugwerke errichtet. Es wurde am 1. April 1971, als einer von wenigen Gefängnisneubauten, eröffnet und im Sommer 1972 mit den ersten jugendlichen Häftlingen belegt. Das „Jugendhaus“ war zentrale Institution der Sozialdisziplinierung der DDR und konnte bis zu 1500 jugendliche Häftlinge zwischen ihrem 14. und 25. Lebensjahr aufnehmen, die aus der gesamten DDR stammten. Die maximale Belegungskapazität war ursprünglich mit 2500 geplant, was aber nie umgesetzt wurde. Bis zum Ende der DDR wurde nur für eine Kapazität von 1500 ausgebaut und auch diese wurde nie voll ausgeschöpft. Im Jahr 1982 waren etwas mehr als 1200 Plätze belegt, was der höchsten Auslastung entsprach. Die Jugendstrafanstalt bestand nach dem Neubau zunächst aus den vierstöckigen Verwahrhäusern I und II, die in Plattenbauweise errichtet wurden. Zwischen 1976 und 1989 wurde die Haftanstalt um die Verwahrhäuser III und IV, eine Hauswerkstatt und polytechnisches Zentrum, ein sogenanntes Freizeitzentrum sowie um Wach- und Verwaltungsgebäude erweitert.
In ein, direkt dem Ministerium des Innern der DDR zugeordnetes, „Jugendhaus“ kamen, im Gegensatz zum Jugendwerkhof, nur gerichtlich verurteilte Straftäter. Die Einweisung in ein „Jugendhaus“ war im § 75 des Strafgesetzbuchs der DDR geregelt. Der Haftalltag war durch einen strikten Tagesablauf mit Arbeitspflicht, militärischen Drill, so genannter Kollektiverziehung  und Drangsalierung sowie Machtmissbrauch durch Bedienstete und durch brutale Gewalt sowie sexuellen Missbrauch unter den Häftlingen geprägt. In einer Lageeinschätzung 1974 meldete der Leiter des Jugendhauses beispielsweise „Fluchtversuche, teils in Gruppen. Suizidversuche durch Halswürgen, Fremdkörperschlucken und Öffnen der Pulsader“. Im Jahr 1974 kam ein Häftling während einer Schlägerei zu Tode und beispielsweise für das Jahr 1983 sind unter anderem 89 Schlägereien, 45 tätliche Auseinandersetzungen sowie 7 Drangsalierungen unter den Häftlingen dokumentiert.
Im Jugendhaus Halle innerhalb der Haftanstalt (Innenarbeitsbereich) wurde überwiegend für den Export nach Westdeutschland wie beispielsweise für Philips und Bosch und mit sogenannten Außenarbeitskommandos im VEB Metalldrücker Halle für Bomann in Kempen, verschiedene westdeutsche Versandhäuser sowie für IKEA produziert. Der Verdienst lag laut offiziellen Angaben zwischen 50 und 70 DDR-Mark, laut Aussagen eines ehemaligen Insassen durchschnittlich jedoch nur bei 15 Mark pro Monat.
Im Jahr 1990 ging die Haftanstalt vom Ministerium des Innern der DDR auf das Ministerium der Justiz des Landes Sachsen-Anhalt über und wurde zunächst als Jugendanstalt des Landes Sachsen-Anhalt und ab 2022 als Justizvollzugsanstalt Halle III fortgeführt.

## Wanderausstellung
Am 14. März 2024 wurde in der Gedenkstätte Berlin-Hohenschönhausen eine Studie des Historikers Udo Grashoff zum Haftalltag im „Jugendhaus Halle“ vorgestellt, die auf Akten des „Jugendhauses“ aus verschiedenen Archiven sowie Erinnerungen von zwanzig Zeitzeugen basiert. Seit 2024 befindet sich in der Justizvollzugsanstalt Roter Ochse eine durch die Bundesstiftung zur Aufarbeitung der SED-Diktatur finanzierte Wanderausstellung zum Jugendhaus Halle, die auch Objekte des Jugendhauses aus der Sammlung der Gedenkstätte Roter Ochse enthält und die von Udo Grashoff für den Zeit-Geschichte(n) e.V. Halle erarbeitet wurde. Die Ausstellung kann beim Zeit-Geschichte(n) e.V. entliehen werden.